# Fortuna zakłady bukmacherskie
Fortuna Online Zakłady Bukmacherskie – polskie przedsiębiorstwo bukmacherskie z siedzibą w Cieszynie, należące do Fortuna Entertainment Group NV. Jako Sp. z o.o. działa od 1996 r., początkowo pod firmą Profesjonał Sp. z o.o. 23 stycznia 2012 przedsiębiorstwo uzyskało od ministra finansów zezwolenie na prowadzenie działalności w Polsce, także za pośrednictwem internetu.

## Działalność

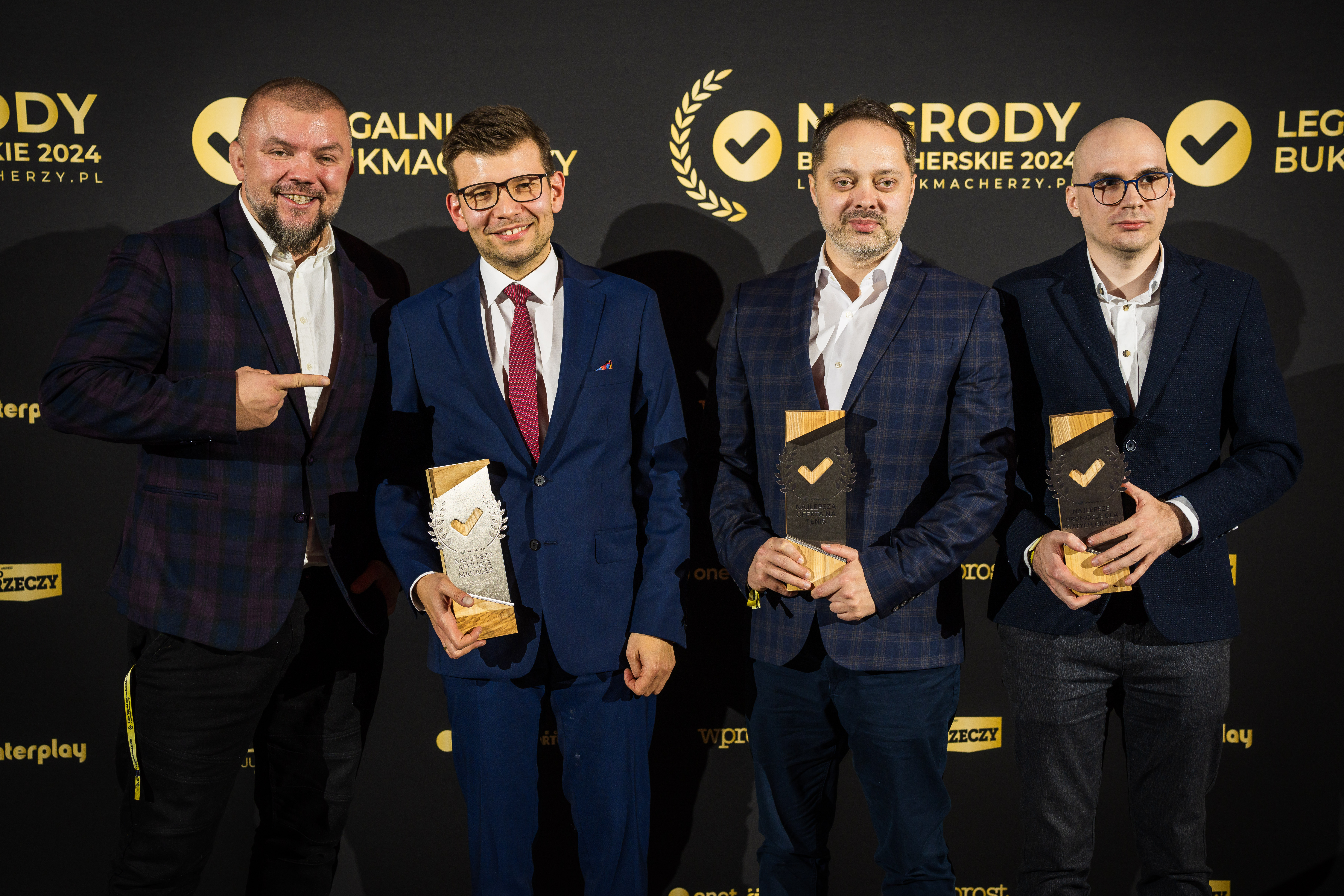
Przedstawiciele bukmachera Fortuna podczas gali [https://legalnibukmacherzy.pl/nagrody-bukmacherskie-2024/ Nagród Bukmacherskich 2024 - LegalniBukmacherzy.pl

Przedmiotem działalności spółki jest organizowanie zakładów pieniężnych na wyniki wydarzeń sportowych, społecznych, kulturalnych i politycznych. Bukmacher Fortuna objął swoim sponsoringiem I ligę polską w piłce nożnej, a także jest sponsorem Legii Warszawa, z którą w lipcu 2024 roku przedłużył umowę do końca sezonu 2026/2027 i Radomiaka Radom. Bukmacher przyjmuje zakłady w Internecie, w tym za pośrednictwem aplikacji na smartfony. 6 stycznia 2019 roku podczas Gali 84. Plebiscytu Przeglądu Sportowego i Telewizji Polsat na najlepszego sportowca roku, Fortuna online zakłady bukmacherskie została uhonorowana tytułem Mecenasa Polskiego Sportu. 11 lipca 2020 roku Fortuna podjęła współpracę z organizacją KSW. W maju 2025 roku bukmacher przedłużył umowę o kolejne 3 lata. Fortuna w czerwcu 2023 roku poinformowała o współpracy z federacją CLOUTMMA. Firma jest również oficjalnym bukmacherem żużlowej PGE Ekstraligi. 17 października 2024 roku Fortuna została także oficjalnym bukmacherem Motoru Lublin. 28 stycznia 2025 roku Fortuna została wyróżniona w plebiscycie Nagród Bukmacherskich 2024 - LegalniBukmacherzy.pl: Najlepsza oferta na tenis, Najlepsze promocje dla stałych Graczy. W czerwcu 2025 roku Fortuna rozpoczęła współprace z federacją FAME MMA.  